# Cryphia pulverosa
Cryphia pulverosa là một loài bướm đêm trong họ Noctuidae.